# 比肯费尔德县
比肯费尔德县（德語：Landkreis Birkenfeld）是德国莱茵兰-普法尔茨州的一个县，首府比肯费尔德。

## 地理
比肯费尔德县北面与莱茵-洪斯吕克县，东面与巴特克罗伊茨纳赫县，东南面与库瑟尔县，西南面与圣文德尔县（萨尔兰州），西面与特里尔-萨尔堡县，西北面与贝恩卡斯特尔-维特利希县相邻。